# Peter Podlunšek
Peter Podlunšek (* 25. Mai 1970, Trbovlje, Slowenien) ist ein slowenischer Kunstflugpilot, der in den Jahren 2014, 2015 in der Challenger Class und in den Jahren 2016, 2017 in der Master Class der Red Bull Air Race Weltmeisterschaft startete.

## Karriere

### Anfänge
Geboren in Trbovlje war Podlunšek bereits früh vom Flugsport begeistert und sicherte sich mit 16 die Segelflug-Lizenz. Mit 21 begann er motorisierte Flugzeuge zu fliegen, nur drei Jahre später startete er mit dem Kunstflug.

### Wettbewerbskunstflug
Bei seiner ersten nationalen Kunstflug-Meisterschaft wurde Podlunšek auf Anhieb Dritter in der höchsten Kategorie. Seither sammelte er unzählige Medaillen, war achtmal slowenischer Meister, repräsentierte Slowenien bei Welt- und Europameisterschaften und triumphierte bei zahlreichen weiteren internationalen Wettkämpfen. In zwei Jahrzehnten des Fliegens von weltweiten Airshows und Wettkämpfen sammelte Podlunšek mehr als 1800 Flugstunden im Kunstflug.

## Erfolge

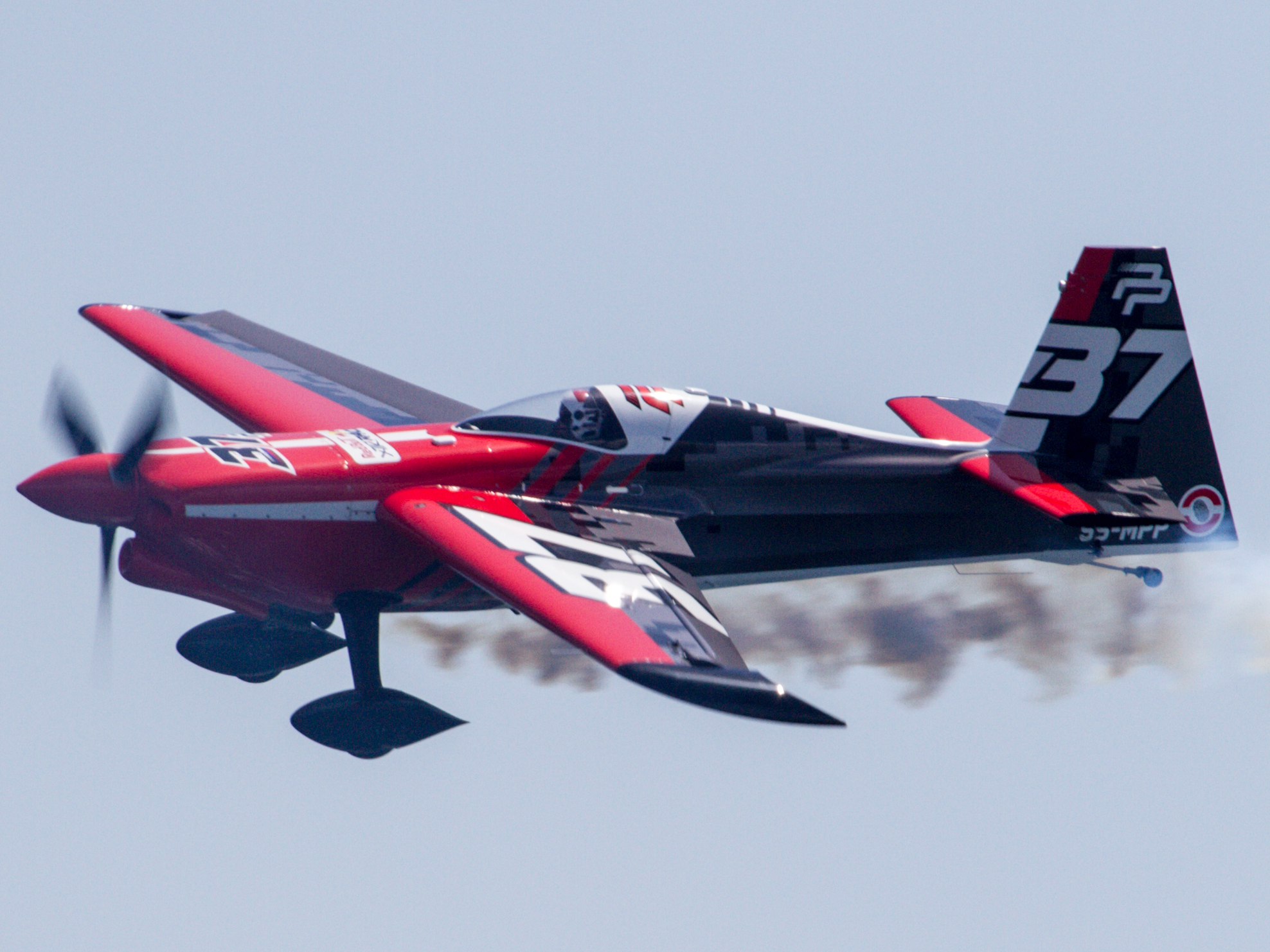
Edge 540V3 von Peter Podlunšek beim Red Bull Air Race 2017 in Chiba

### Red Bull Air Race Weltmeisterschaft
Peter Podlunšek war der erste Slowene überhaupt in der Master Class. In seinem Heimatland war er ein Top-Kunstflugpilot, beim Red Bull Air Race sammelte er zwei Jahre lang Erfahrung in der Challenger Class. Der achtmalige nationale Kunstflugmeister, der zudem zahlreiche internationale Podiumsplätze vorweisen kann, war Zweiter im Challenger Cup 2015 und stand dabei drei Mal auf dem Podium. Im Anschluss an die Saison 2015 brachte Podlunšek dann die Unrestricted Superlicence unter Dach und Fach und konnte somit erstmals 2016 in der Master Class starten.

#### Challenger Class
| Peter Podlunšek bei der Red Bull Air Race Weltmeisterschaft (Challenger Class) | Peter Podlunšek bei der Red Bull Air Race Weltmeisterschaft (Challenger Class) | Peter Podlunšek bei der Red Bull Air Race Weltmeisterschaft (Challenger Class) | Peter Podlunšek bei der Red Bull Air Race Weltmeisterschaft (Challenger Class) | Peter Podlunšek bei der Red Bull Air Race Weltmeisterschaft (Challenger Class) | Peter Podlunšek bei der Red Bull Air Race Weltmeisterschaft (Challenger Class) | Peter Podlunšek bei der Red Bull Air Race Weltmeisterschaft (Challenger Class) | Peter Podlunšek bei der Red Bull Air Race Weltmeisterschaft (Challenger Class) | Peter Podlunšek bei der Red Bull Air Race Weltmeisterschaft (Challenger Class) | Peter Podlunšek bei der Red Bull Air Race Weltmeisterschaft (Challenger Class) | Peter Podlunšek bei der Red Bull Air Race Weltmeisterschaft (Challenger Class) | Peter Podlunšek bei der Red Bull Air Race Weltmeisterschaft (Challenger Class) |
| Jahr                                                                           | 1                                                                              | 2                                                                              | 3                                                                              | 4                                                                              | 5                                                                              | 6                                                                              | 7                                                                              | 8                                                                              | Punkte                                                                         | Siege                                                                          | Rang                                                                           |
| ------------------------------------------------------------------------------ | ------------------------------------------------------------------------------ | ------------------------------------------------------------------------------ | ------------------------------------------------------------------------------ | ------------------------------------------------------------------------------ | ------------------------------------------------------------------------------ | ------------------------------------------------------------------------------ | ------------------------------------------------------------------------------ | ------------------------------------------------------------------------------ | ------------------------------------------------------------------------------ | ------------------------------------------------------------------------------ | ------------------------------------------------------------------------------ |
| 2014                                                                           | DNP                                                                            | 3                                                                              | 5                                                                              | DNP                                                                            | 5                                                                              | 4                                                                              | DNP                                                                            | DNP                                                                            | 12                                                                             | 0                                                                              | 9                                                                              |
| 2015                                                                           | DNP                                                                            | 6                                                                              | 4                                                                              | 3                                                                              | 4                                                                              | 4                                                                              | 2                                                                              | 2                                                                              | 18                                                                             | 0                                                                              | 2                                                                              |

(Legende: DNP = Nicht teilgenommen; DNS = Nicht gestartet; DSQ = Disqualifiziert; CAN = Abgesagt)

#### Master Class
| Peter Podlunšek bei der Red Bull Air Race Weltmeisterschaft (Master Class) | Peter Podlunšek bei der Red Bull Air Race Weltmeisterschaft (Master Class) | Peter Podlunšek bei der Red Bull Air Race Weltmeisterschaft (Master Class) | Peter Podlunšek bei der Red Bull Air Race Weltmeisterschaft (Master Class) | Peter Podlunšek bei der Red Bull Air Race Weltmeisterschaft (Master Class) | Peter Podlunšek bei der Red Bull Air Race Weltmeisterschaft (Master Class) | Peter Podlunšek bei der Red Bull Air Race Weltmeisterschaft (Master Class) | Peter Podlunšek bei der Red Bull Air Race Weltmeisterschaft (Master Class) | Peter Podlunšek bei der Red Bull Air Race Weltmeisterschaft (Master Class) | Peter Podlunšek bei der Red Bull Air Race Weltmeisterschaft (Master Class) | Peter Podlunšek bei der Red Bull Air Race Weltmeisterschaft (Master Class) | Peter Podlunšek bei der Red Bull Air Race Weltmeisterschaft (Master Class) |
| Jahr                                                                       | 1                                                                          | 2                                                                          | 3                                                                          | 4                                                                          | 5                                                                          | 6                                                                          | 7                                                                          | 8                                                                          | Punkte                                                                     | Siege                                                                      | Rang                                                                       |
| -------------------------------------------------------------------------- | -------------------------------------------------------------------------- | -------------------------------------------------------------------------- | -------------------------------------------------------------------------- | -------------------------------------------------------------------------- | -------------------------------------------------------------------------- | -------------------------------------------------------------------------- | -------------------------------------------------------------------------- | -------------------------------------------------------------------------- | -------------------------------------------------------------------------- | -------------------------------------------------------------------------- | -------------------------------------------------------------------------- |
| 2016                                                                       | 12                                                                         | 8                                                                          | 11                                                                         | 11                                                                         | 10                                                                         | 13                                                                         | 11                                                                         | CAN                                                                        | 4                                                                          | 0                                                                          | 13                                                                         |
| 2017                                                                       | DSQ                                                                        | 2                                                                          | 12                                                                         | DNS                                                                        | 14                                                                         | 9                                                                          | 13                                                                         | 14                                                                         | 14                                                                         | 0                                                                          | 12                                                                         |

(Legende: DNP = Nicht teilgenommen; DNS = Nicht gestartet; DSQ = Disqualifiziert; CAN = Abgesagt)
Podlunšek trat zum letzten Mal beim Saisonfinale der Red Bull Air Race Weltmeisterschaft 2017 am 14. und 15. Oktober auf dem Indianapolis Motor Speedway an. Nach vier Red Bull Air Race Saisons gab er im Oktober 2017 seinen Rücktritt bekannt.